# Carl Röhl
Carl Röhl, född juni 1761, död 30 juli 1822 i Jakob och Johannes församling, Stockholms stad, var en svensk bagare och politiker.

## Biografi
Carl Röhl föddes 1761. Han var son till bagareåldermannen Jacob Röhl och Magdalena Sofia Wüstner. Röhl arbetade som bagare och blev senare bagareålderman. Han var riksdagsledamot för borgarståndet i Stockholms stad vid riksdagen 1800. Röhl avled 1822 i Stockholm.

### Familj
Röhl var gift med Katarina Charlotta Hedendahl.